# Dikasterium pro komunikaci
Dikasterium pro komunikaci (italsky Dicastero per la comunicazione) bylo ustanoveno jako Sekretariát pro komunikaci (italsky Segreteria per la Comunicazione) papežem Františkem v červnu 2015. Nové dikasterium římské kurie má za úkol restrukturaci „všech skutečností, které se různým způsobem až do této doby zabývaly komunikací“, aby „lépe odpovídaly nárokům poslání církve“. Statut dikasteria byl promulgován dne 6. září 2016 a vstoupil v účinnost k 1. říjnu. Od 23. června 2018 nese své současné jméno. 
Součástí dikasteria jsou:
- oficiální web Sv. Stolce Vatican.va
- Tiskový úřad Svatého Stolce
- informační portál Vatican News
- deník L'Osservatore Romano
- Vatikánské nakladatelství a knihkupectví (Libreria Editrice Vaticana)
- Vatican Media (fotografie, audio, video)
- Vatikánský rozhlas
- Vatikánská tiskárna (Tipografia Vaticana)
- Vatikánská filmotéka

## Seznam prefektů
- Mons. Dario Edoardo Viganò (27. červen 2015 – 21. březen 2018) byl prvním prefektem dikasteria, ale v březnu 2018 musel odstoupit po manipulativním zveřejnění dopisu Benedikta XVI., známém v médiích jako lettergate.[4]
- Dr. Paolo Ruffini, od 5. července 2018